# Minoa euphorbiata
Minoa euphorbiata là một loài bướm đêm trong họ Geometridae.